# La Rachidia
La Rachidia (en árabe: المدرسة الرشيدية) es una asociación cultural y artística especializada en música tunecina. Fue fundada el 3 de noviembre de 1934 por una élite de políticos, intelectuales, escritores y artistas liderados por Mustafa Sfar, Cheikh El Medina. La orquesta de la institución, dirigida por Fethi Zghonda, es conocida en Túnez y en el resto de los países del Magreb. La organización lleva el nombre oficial de Asociación de Instituto de Música Al-Rashidi. Fue la primera institución musical establecida en Túnez y una de las instituciones más antiguas de la música árabe.
En 1991 se tomó una decisión presidencial para reforzar el presupuesto de la institución y rehabilitar el relanzamiento del personal principal, la actualización del patrimonio musical nacional, la reintroducción de la enseñanza y el fomento de creadores de todas las ramas de la música, una misión que se confió a Ben Aljia que contó con la ayuda de Tahar Gharsa.